# البطولة الكندية 2018
البطولة الكندية لكرة القدم 2018 (بالإنجليزية: 2018 Canadian Championship)‏ هو الموسم 11 من البطولة الكندية لكرة القدم. أقيم خلال الفترة 3 يونيو 2018 وحتى 15 أغسطس 2018، وأشرف على تنظيمه اتحاد كندا لكرة القدم، وكان عدد الأندية المشاركة فيه 6، وفاز فيه نادي تورونتو.